# Misodendraceae
Misodendraceae är den minsta familjen mistlar med bara ett släkte, Misodendrum, med 9-10 arter. Familjen har ett mycket begränsat utbredningsområde i södra Chile och Argentina. Detta släkte har skilda han- och honplantor och parasiterar i princip endast sydbokar (Nothofagus). De brukar kallas för fjädermistlar då dess frön sprids för vinden genom långa fjäderlika hår som bildas i änden på de nötliknande frukterna.